# 悼公 (杞)
悼公（とうこう、生年不詳 - 紀元前506年）は、春秋時代の杞の君主。姓は姒、名は成。平公の子。紀元前518年、平公が死去すると、後を嗣いで杞伯となった。
紀元前516年、斉・魯・莒・邾の諸侯とともに鄟陵で会盟した。紀元前510年、諸侯とともに周の成周城壁の修築工事に人を派遣して協力した。
紀元前506年3月、召陵の会盟に参加し、晋を中心とした諸国が楚に対する進攻を決議した。5月、悼公は皋鼬の会の途中で死去した。在位12年。